# Manly (Nouvelle-Zélande)
Manly est une banlieue de la ville d’Auckland, située dans l’île du nord de la Nouvelle-Zélande.

## Situation
Elle est localisée sur la Péninsule de Whangaparaoa, en direction de l’extrémité nord d’Auckland .

## Activité
Le village de Manly est essentiellement un centre commercial , avec une zone résidentielle nommée Big Manly vers le nord et Little Manly vers le sud. 
Le secteur était autrefois un lieu de vacances au bord de la mer mais est devenue une banlieue résidentielle avec une distance permettant d’aller travailler tous les jours dans le centre de la cité d’Auckland. 
Une part importante de la population est à la retraite .

## Population
La population était de 6 123 habitants lors du recensement de 2006 en Nouvelle-Zélande, en augmentation de 411 résidents par rapport à 2001 .

## Éducation
L’’école de Whangaparaoa est une école mixte contribuant au primaire, allant de l’année 1 à 6, avec un taux de décile de 9 et un effectif de 730 élèves . 
L’école a célébré son centenaire en 2002 .